# Gare de Vasútmúzeum
La gare de Vasútmúzeum (en hongrois : Vasútmúzeum megállóhely) est une gare ferroviaire secondaire de Budapest.